# La Masó de Palera
La Masó de Palera és un monument del municipi de Beuda (Garrotxa) protegit com a bé cultural d'interès local.

## Descripció
Casal ubicat al costat de l'església de Santa Maria. Disposa de planta rectangular i ampli teulat a dues aigües amb les vessants vers les façanes principals. Va ser bastida amb pedra menuda llevat de les cantoneres i els carreus emprats per fer alguna de les obertures. La porta d'accés és d'arc de mig punt adovellat.
De l'antiga casa forta només en restes dues parets: la que tanca per la banda de ponent un pati interior i la que tanca pel costat de llevant. Es pot suposar que l'antiga casa es trobava en el mateix lloc que el mas actual o a llevant del pati.

## Història
Tots els historiadors coincideixen que antigament va ser el bressol dels senyors de Palera i durant molts anys en fou la seva llar.
Es coneix l'existència de la casa noble de Palera gràcies a l'acta de consagració de l'església del Sant Sepulcre efectuada el dos de setembre de 1085. Arnald Gaufred, senyor de Palera, signa l'acta i juntament amb la seva esposa Bruneguilda annexionen el llinatge al futur priorat i se'n declaren fundadors. Aquest mateix senyor de Palera apareix esmentat a l'acta de consagració del monestir de Sant Esteve de Banyoles realitzada l'any 1086. Molts dels seus descendents també s'anomenaran Arnald i estaran molt lligats a la casa de Beuda.
Actualment la Masó no té aspecte de casal fort, bé que s'hi ha realitzat nombroses obres d'adequació i millores per l'habitatge.